# 尖峰戰士
《尖峰戰士》（英語：Cyborg）是一部1989年美國科幻動作片，由亞伯特·派努執導，並以掛名為「凱帝·查默斯」的方式與丹尼爾·賀伯特-史密斯（Daniel Hubbard-Smith）共同撰寫劇本。故事描述由尚-克勞德·范·達美飾演的雇傭兵吉布森·瑞肯巴克（Gibson Rickenbacker）在後末日背景的美國東岸與一群凶暴的掠奪者交戰。該片1989年4月7日美國上映，雖然口碑不佳但票房表現成功。
續集《無影終結者》與《天雷地火3回收大戰》分別於1993年及1995年推出。

## 劇情
因一場瘟疫而使世界的文明陷入崩壞。倖存的科學家和醫生們待在美國喬治亞州亞特蘭大的美國疾病管制與預防中心工作，以調製出解藥。為了完成他們的工作，他們需要儲存於紐約市電腦上的訊息。志願前往紐約的寶兒透過手術成為了一名生化人並踏上這場危險的任務。
寶兒在保鑣馬歇爾的陪同下到紐約獲取了其數據，但卻被惡劣的芬德及其海盜同夥追捕。在馬歇爾被對方殺死前，他要寶兒去尋找一名「護運者」（Slinger）來護送她。當寶兒走投無路時，被一位名為吉布森的護運者救出，但吉布森很快地被芬德的人襲擊而被埋於瓦片中。芬德要求寶兒陪他去亞特蘭大，以利用解藥來換取他所需的資源（如軍火）。
芬德等人屠殺了一個家庭並偷走了他們的船。他們與寶兒藉由通過沿岸水路向南前往亞特蘭大。跟蹤海盜的吉布森抵達屠殺現場時，他被一名女性——娜蒂襲擊，後來得知原來娜蒂的家人因瘟疫而死，她希望幫助寶兒以保住其解藥。吉布森則不太關心寶兒，而是希望殺死芬德。吉布森和娜蒂跋涉向南穿過荒地時，他們遭遇匪徒的襲擊，但最終被吉布森收拾。由於擔心娜蒂，吉布森試圖說服她離開，但並未成功。在與娜蒂發生性關係後，吉布森透露自己只打算向芬德復仇，因芬德殺死了他的情人（自己的前護送對象）並摧毀了他所擁有正常生活和家庭的機會。
在南卡羅來納州查爾斯頓，吉布森攔截到了芬德及其海盜同夥。雖然吉布森擊敗了對方許多人，但卻發現海莉（吉布森死去的情人的妹妹）現在是芬德的手下。最終，被芬德擊敗的吉布森被釘在一艘擱淺的廢棄船的十字桅杆上。海莉猶豫地看著吉布森但仍然離開了他。吉布森在十字架上過夜。到了早上，即將死亡之前，他用盡力氣反覆踢擊桅杆，使桅杆突然斷裂，將他摔到地上，但雙臂仍被釘在十字架上。最終，娜蒂現身解救他。
吉布森和娜蒂再一次在亞特蘭大攔截了芬德。在海盜們一個一個被殺死後，芬德與吉布森展開交手。在吉布森處於下風時，娜蒂用刀攻擊芬德但反被對方刺殺。吉布森再次與芬德對打並用刀刺入了芬德的胸口。在吉布森與海莉相擁時，被認為已死的芬德又起身襲擊吉布森。他們在附近的一個棚子中持續交手，吉布森最終透過刺穿芬德的肉鉤來殺死對方。吉布森和海莉在成功護送寶兒到她的最終目的地後，兩人共同離開。

## 演員
- 尚-克勞德·范·達美飾演吉布森·瑞肯巴克（Gibson Rickenbacker）
- 黛博拉·瑞奇特（Deborah Richter）飾演娜蒂·西蒙斯（Nady Simmons）
- 文生·克萊（英语：Vincent Klyn）飾演芬德·泰摩洛（Fender Tremolo）
- 黛爾·哈頓（英语：Dayle Haddon）飾演寶兒·普洛夫特（Pearl Prophet）
- 亞歷克斯·丹尼爾斯（英语：Alex Daniels）飾演馬歇爾·史特拉特（Marshall Strat）
- 羅夫·姆勒飾演布里克·巴多（Brick Bardo）

## 反響
《尖峰戰士》獲得了影評人普遍負面的評價。總匯媒體爛番茄根據15條評論，新鮮度僅20%，平均評分為2.9 / 10。
雖然該片評價不佳，但在美國上映首週票房排名第四，總票房約1020萬美元左右；在商業表現上可謂成功。

## 續集
由艾理斯·寇迪和安潔莉娜·裘莉主演的續集電影《無影終結者》於1993年發行，這也是裘莉早期的作品；而由麥坎·邁道爾主演的第二部續集《天雷地火3回收大戰》於1995年以錄影帶首映的方式推出。這兩部電影皆與《尖峰戰士》幾乎沒有任何關係，且比首集收穫了更多的差評。

## 備註
1. ↑  「凱帝·查默斯」為亞伯特·派努的暱稱。

## 外部連結
- 互联网电影数据库（IMDb）上《尖峰戰士》的资料（英文）
- AllMovie上《尖峰戰士》的资料（英文）
- Box Office Mojo上《尖峰戰士》的資料（英文）
- 爛番茄上《尖峰戰士》的資料（英文）